# ري تشارلز

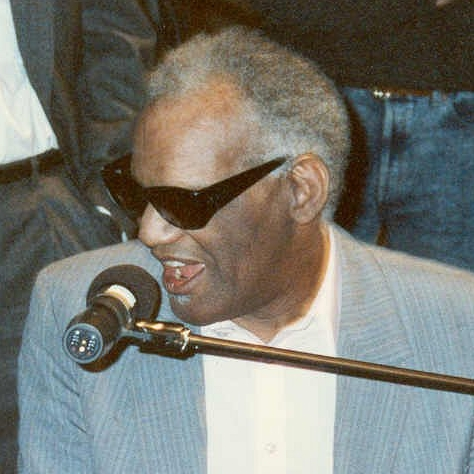
ري تشارلز

راي تشارلز روبنسون (بالإنجليزية: Ray Charles Robinson) موسيقي ومغني سول، وبوب، وكنتري أمريكي (23 سبتمبر 1930 – 10 يونيو 2004). هو أحد العشرة الخالدين حسب المجلة الموسيقية رولينغ ستون وصاحب 13 جائزة غرامي.

## حياته
ولد ري بألبانيا في ولاية جورجيا وهو ابن لاريثا وليامز ووبيلي روبنسون وهو رجل إصلاح السكة الحديدية وميكانيكي بارع حيث وكانت عائلته فقيرة جدا. أصيب بالعمى عندما كان يلعب مع اخوه الصغير وسقط في خزان ماء ساخن وبدأ نظره يضعف ويضعف إلى ان أصيب بالعمى. ثم انتقلت عائلته إلى مجمع السود الجانب الغربي من جرينفيل في ولاية فلوريدا، وفي سنه الثالثة شارك تشارلز في فريق التراتيل الخاص بكنيسة معمدانية في جرينفيل بولاية فلوريدا، وبعد ذلك بعام بدأ تشارلز مشواره الفني في مقهى «ريد وينج» حيث سمح له مالك المكان بالعزف على البيانو وفي سنه السابعة أصيب بالعمى ولم يعرف سبب فقد بصره إلى أن بعض المصادر تشير أنها بسبب العدوة الناجمة عن الماء والصابون التي تركت من غير علاج، ولذلك اضطر للالتحاق بمدرسة خاصة بأصحاب الاحتياجات الخاصة من الصم والعمي ليدرس العزف على البيانو، تعلم تشارلز كتابة وقراءة الموسيقى بطريقة «بريل» للمكفوفين، ثم توفي والده وهو في سن العاشرة وبعدها والدته في سن الخامس عشر.

## البدايات
في العام 1947 انتقل تشارلز إلى سياتل وعرف عدة سنوات من البؤس عازفا للبيانو في الحانات وذلك قبل أن يلتقي المنتج كوينسي جونز، وفي الخمسينات عرف نجاحا باهرا وسريعا، ويرجع الفضل لتشارلز في وضع موسيقى السول المشتقة من موسيقى البلوز إلى ان اضحى واحدا من أكثر موسيقيي أمريكا بقاء. وفي عام 1952 وقعت شركة (أطلنطك) للإنتاج الموسيقي مع تشارلز عقدا لتحقق أعماله نجاحا كبيرا في العام التالي مباشرة، وقد بدأ تشارلز يؤلف الأغاني الناجحة الواحدة تلو الأخرى حتى أنه ألف بعضا من أكثر الأغاني رواجا في مجموعات الأغاني الأمريكية وهي تمزج بين البلوز والجاز وريذم بلوز والبوب وقد غنى كل هذه الأغاني على المسارح الدولية. قام ري في الخمسينيات بإعادة توحيد عضوات الفرقة الغنائية «ذا كوكيز»، وأعاد تشكيلهن ليصبحن «ذا ريلتس». ويجدر الشارة إلى أن ري تشارلز حاز على 13 جائزة غرامي وهي أرقى المكافآت في عالم الموسيقى في الولايات المتحدة. كان له أخًا توفي في سن صغير وقد تأثر بذلك جدا في حياته وظهر ذلك في بعض اغانيه لأنه كان يعتقد أنه السبب في موته.

## اعتقاله
في 1965 اعتقل تشارلز لحيازة الهيروين والمخدرات التي كان مدمنا لقرابة 20 عاما. وكان اعتقاله الثالث، ولكنه تجنب عقوبة السجن بعد الأقلاع عن هذه العادة في عيادة في لوس انجلوس.

## أشهر أغانيه
1. Mess around
2. I got a woman
3. Hit the road jack
4. Georgia on my mind

## أفلامه
- swingin' along 1961
- Ballad in blue 1964
- The big T.n.T show 1966
- The Blue Brothers 1980
- Linit up 1989
- Liten up 1990
- The nanny
- Love Affair 1994
- Spy hard 1996
- super dave 2000
- soul deeb
- 2004 Ray

## وفاته
توفي ري تشارلز في 10 يونيو 2004 وفي نفس السنة تم أنتاج فيلم "Ray" عن الشخصية السوداء الخالدة ري تشارلز روبنسون.

## روابط أضافية
موقعه الرسمي
موقع فيلم "Ray"
توفي عندما كان لديه 74 اعوام

## روابط خارجية
- ري تشارلز على موقع IMDb (الإنجليزية)
- ري تشارلز على موقع الموسوعة البريطانية (الإنجليزية)
- ري تشارلز على موقع مونزينجر (الألمانية)
- ري تشارلز على موقع ألو سيني (الفرنسية)
- ري تشارلز على موقع ميوزك برينز (الإنجليزية)
- ري تشارلز على موقع رولينغ ستون (الإنجليزية)
- ري تشارلز على موقع أول موفي (الإنجليزية)
- ري تشارلز على موقع قاعدة بيانات الأفلام السويدية (السويدية)
- ري تشارلز على موقع إن إن دي بي (الإنجليزية)
- ري تشارلز على موقع أول ميوزيك (الإنجليزية)

انا هو انا ابوم جديد سنة 2006